# Гражданская война в ЦАР (2004—2007)
Гражданская война в Центральноафриканской республике в Буше началась с восстания со стороны повстанцев Союза демократических сил за единство (СДСЕ), во главе с Мишелем Джотодия, и правительственными войсками во главе с Франсуа Бозизе. Конфликт начался после того, как Франсуа Бозизе стал президентом в результате переворота в 2003 году. Фактически, боевые действия начались только в 2004 году. Последствием гражданских беспорядков стало появление 10 тысяч вынужденных переселенцев.

Карта гражданской войны в ЦАР (2004—2007)

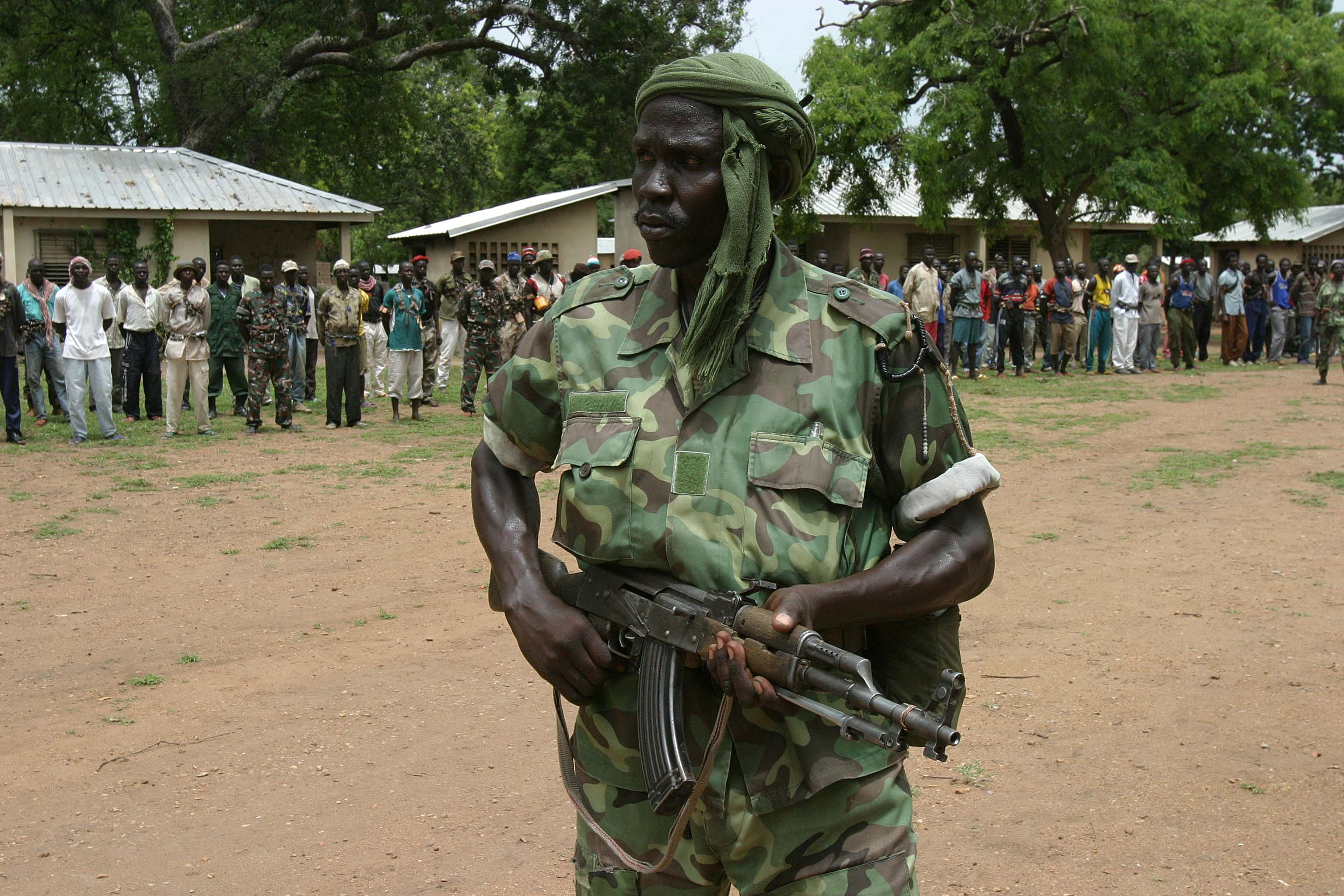
Мятежник на севере ЦАР, фото 2007 года

Восстание состояло из нескольких повстанческих групп, некоторые из которых были очень маленького размера и были основаны только в конце конфликта. Помимо  Союза демократических сил за единство (СДСЕ), в конфликте также участвовали такие организации как Народная армия за восстановление демократии (ЦАР) (НАВД), Группа патриотических действий за освобождение Центральной Африки (ГПДОЦА), Движение освободителей Центральной Африки за справедливость (ДОЦАС), Демократический фронт Центральной Африки (ДФЦА), и Союз республиканских сил (СРС).
Ряд мирных соглашений, подписанных между 2007 и 2012 годом должны были разрешить конфликт. Наиболее важное соглашение под названием «Глобальное мирное соглашение» (подписано 21 июня 2008 года в Либревиле, Габон), было впервые подписано такими группами как Народная армия за восстановление демократии (НАВД), Союз демократических сил за единство (СДСЕ) и Демократическим фронтом центральноафриканского народа (ДФЦН). Соглашение предоставляло амнистию за любые действия, совершённые против государства до соглашения, и призывало к процессу разоружения и демобилизации для интеграции бывших повстанцев и регулярных правительственных сил в общество, а также призвание к вооружённым силам регулировать несоответствия. Другие повстанческие группы подписали соглашение позже, или же подписали аналогичные соглашения, например Союз республиканских сил (СРС) присоединился 15 декабря 2008 года. Он стал единственной крупной группой не подписавшей соглашение в то время когда была группировка под названием Конвенция патриотов за справедливость и мир (КПСМ), которая продолжала свою деятельность и подписала мирное соглашение с правительством только 25 августа 2012 года.

## Хронология

### 2004
В ноябре 2004 года по меньшей мере 20 человек были убиты в результате рейда на отдалённый город Бирао находящийся на северо-востоке ЦАРА.

### 2006
8 ноября тысячи людей вошли в Банги, столицу ЦАР, и умоляли войска правительства противостоять UFDR. Двадцать членов правительства были убиты, и только трое из повстанцев погибли в этой атаке.
Было подтверждено, что UFDR также получил доступ к нескольким единицам бронетехники, в том числе и путём поставок с воздуха (самолёт приземлился в Бирао).
13 ноября 2006 года Сэм-Кванджа, городок на севере ЦАР, был на треть захвачен UFDR. Всего три дня спустя, четвёртый город, Квадда, был захвачен повстанцами. Когда 20 тысяч жителей города, услышали о намерении UFDR захватить город, около 5000 — 10000 человек, бежали в соседние города Гамбари и Банги.
UFDR как сообщается, планировал взять город Бриа, хотя есть слухи, что будет дополнительная атака на Нделе. В декабре 2006 года армейские части Чада в трёх грузовиках атаковали Берналь, расположенный рядом с Бетоко, освободили население и вывезли 32 коровы из деревни, а также сельскохозяйственные орудия и мешки с арахисом.

### 2007

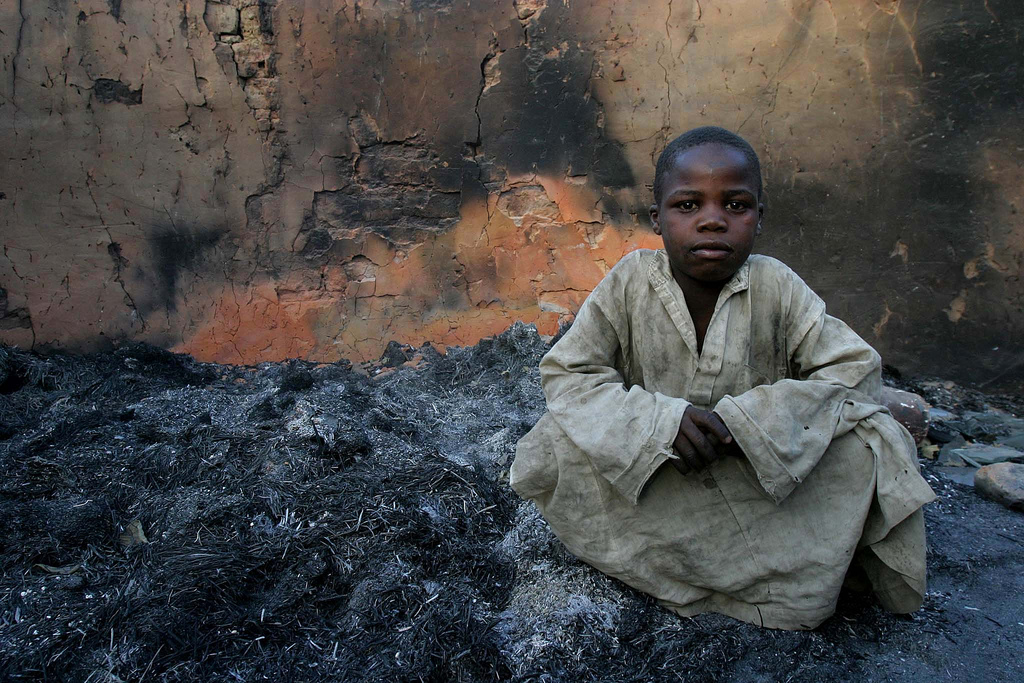
Мальчик в городе Бирао — месте ожесточённых боёв. 2007 год

Абдулай Мискин от имени FDPC подписал мирное соглашение с правительством 2 февраля 2007 года в Сирте. Соглашение предусматривало прекращение боевых действий, расквартировывание бойцов FDPC и их интеграция с армией ЦАР, освобождение политзаключённых, а также вхождение FDPC в правительство.
После бомбёжки французскими Миражами штаба UFDR в Бриа, UFDR и правительство ЦАР подписали мирное соглашение в Бирао 1 апреля 2007. Это соглашение предусматривало амнистии для UFDR, признание его в качестве политической партии, а также интеграция бойцов в национальную армию. Остальные повстанческие группы продолжали борьбу с правительством.
В августе 2007 года Мискин был назначен советником президента. Мискин отклонил назначение, заявив, что правительство нарушило соглашение в Сирте, заявив в частности, что оно будет не в состоянии защитить его от преследования со стороны Международного уголовного суда. Суд начал исследовать многочисленные военные преступления, якобы произошедшие во время попыток переворота Бозизе против правительства Патассе, в котором Мискин был главным помощником.

### 2008
9 мая 2008 года APRD подписала соглашение о прекращении огня и мирного соглашения с правительством в Либревиле. Соглашение было подписано под эгидой специального комитета CEMAC во главе с президентом Габона Омаром Бонго. От имени APRD подписал Жан-Жак Демафу, от имени правительства — министр Цирак Гонда. Был создан совет из шести человек для контроля за выполнением условий достигнутого соглашения.
Соглашение с APRD проложило путь для дальнейших мирных переговоров. 21 июня 2008 года FDPC присоединился к APRD и UFDR для подписания мирного соглашения в Либревилле, которое повторяло и расширяло условия предшествующих двух соглашений.
25 августа 2008 года CPJP наконец присоединилась к всеобъемлющему соглашению в Либревиле.

### 2011
CPJP и UFDR продолжали бороться за контроль над кустарным алмазным месторождением в Бриа, на западе ЦАР. В апреле CPJP объявила, что она была готова к концу боевых действий, но поставила инициирование мирных переговоров в зависимость от разъяснения правительством статуса экс-главы CPJP Чарльза Масси, который считался пропавшим без вести и предположительно был убит в тюрьме. После активизации усилий правительства и международного посредничества, 12 июня CPJP подписал соглашение о перемирии с правительством. Но насилие было возобновлено в ближайшее время и более 50 смертей было зарегистрировано в сентябре 2011 года. 8 октября CPJP и UFDR (теперь связанные с правительством) подписали мирное соглашение в Банги, призывая к демилитаризации Бриа.

### 2012
10 декабря 2012 года, конфликт с повстанческими группировками возобновился обвинением президента Бозизе в нарушении условий их более раннего соглашения. Новая коалиция повстанцев, известная как Селека, свергла Бозизе и 24 марта 2013 года взяла Банги, столицу ЦАР. Лидер повстанцев Мишель Джотодия объявил себя президентом Центральноафриканской Республики.

## Нарушения прав человека и преступления
Согласно Human Rights Watch, сотни мирных жителей были убиты, более 10 тысяч домов сожжены и около 212 тысяч человек покинули свои дома, и жили в ужасных условиях на севере Центральноафриканской Республики.

## Последствия
Дальнейшие переговоры привели к заключению мирного соглашения в 2008 году, для образования правительства национального единства и по итогам местных выборов в 2009 году, парламентских и президентских выборов в 2010 году, и в январе 2009 года было сформировано новое правительство.